# Jesús Padilla Gálvez
 (mai 2020).
Si vous disposez d'ouvrages ou d'articles de référence ou si vous connaissez des sites web de qualité traitant du thème abordé ici, merci de compléter l'article en donnant les références utiles à sa vérifiabilité et en les liant à la section « Notes et références ».
 (mai 2020).
La mise en forme du texte ne suit pas les recommandations de Wikipédia : il faut le « wikifier ».
Les points d'amélioration suivants sont les cas les plus fréquents. Le détail des points à revoir est peut-être précisé sur la page de discussion.
- Les titres sont pré-formatés par le logiciel. Ils ne sont ni en capitales, ni en gras.
- Le texte ne doit pas être écrit en capitales (les noms de famille non plus), ni en gras, ni en italique, ni en « petit »…
- Le gras n'est utilisé que pour surligner le titre de l'article dans l'introduction, une seule fois.
- L'italique est rarement utilisé : mots en langue étrangère, titres d'œuvres, noms de bateaux, etc.
- Les citations ne sont pas en italique mais en corps de texte normal. Elles sont entourées par des guillemets français : « et ».
- Les listes à puces sont à éviter, des paragraphes rédigés étant largement préférés. Les tableaux sont à réserver à la présentation de données structurées (résultats, etc.).
- Les appels de note de bas de page (petits chiffres en exposant, introduits par l'outil «  Source ») sont à placer entre la fin de phrase et le point final[comme ça].
- Les liens internes (vers d'autres articles de Wikipédia) sont à choisir avec parcimonie. Créez des liens vers des articles approfondissant le sujet. Les termes génériques sans rapport avec le sujet sont à éviter, ainsi que les répétitions de liens vers un même terme.
- Les liens externes sont à placer uniquement dans une section « Liens externes », à la fin de l'article. Ces liens sont à choisir avec parcimonie suivant les règles définies. Si un lien sert de source à l'article, son insertion dans le texte est à faire par les notes de bas de page.
- La présentation des références doit suivre les conventions bibliographiques. Il est recommandé d'utiliser les modèles {{Ouvrage}}, {{Chapitre}}, {{Article}}, {{Lien web}} et/ou {{Bibliographie}}. Le mode d'édition visuel peut mettre en forme automatiquement les références.
- Insérer une infobox (cadre d'informations à droite) n'est pas obligatoire pour parachever la mise en page.

Pour une aide détaillée, merci de consulter Aide:Wikification.
Si vous pensez que ces points ont été résolus, vous pouvez retirer ce bandeau et améliorer la mise en forme d'un autre article.
Jesús Padilla Gálvez (Almería, 28 octobre 1959), est un philosophe espagnol né à Almerie en Espagne. Il a étudié à l'université de Cologne (Allemagne) et a été professeur à l'université de León (Espagne), à l'université Johannes Kepler de Linz (Autriche) et à l'université de Castille-La Manche à Tolède (Espagne). Il aborde un large éventail de questions ouvertes sur la manière actuelle de penser. Ses questionnements se situent souvent à la frontière entre la réflexion pratique et théorique.

## Biographie
Jesús Padilla Gálvez a effectué ses études de philosophie à l'université de Cologne (Allemagne). Il est diplômé d'une maîtrise réalisée selon les principes de la philosophie d'Emmanuel Kant intitulée "Ist eine konstruktive Ethik möglich?" (Est-ce possible une éthique constructive ?). Il a écrit, plus tard, sa thèse à l'université de Cologne intitulée : Referenz und Theorie der möglichen Welten (Référence et théorie des mondes possibles). Dans ce dit livre il analyse les propositions logiques-sémantiques et les mœurs de Saul Kripke. Après avoir reçu une bourse du ministère de l’Éducation et de la Science dans le département de philosophie et logique à l'université de Murcie (Espagne), il a obtenu une place de professeur associé à l'université de León (Espagne) puis de professeur invité a l'université Johannes Kepler de Linz (Autriche). Depuis 1999 il est professeur à l'université de Castille-La Manche à Tolède (Espagne). Il a été chercheur pour la Fondation Alexander von Humboldt, et professeur invité dans de multiples institutions universitaires telles que, l'université d'Erlangen-Nuremberg (Allemagne) avec Christian Thiel, l'université de Graz (Autriche) avec Rudolf Haller, l'université de Potsdam (Allemagne), l'université de Cambridge (Royaume-Uni) dans laquelle il a fait des recherches dans les archives de Ludwig Wittgenstein avec l'accord de Georg Henrik von Wright, à l'université de Passau (Allemagne) dirigée par le président de la Wittgenstein Gesellschaft Wilhelm Lütterfelds et à l'université Louis-et-Maximilien de Munich (Allemagne) avec Wilhelm Vossenkuhl et Julian Nida-Rümelin, ainsi qu'à l'université d'Oxford (Royaume-Uni) avec Peter Hacker, à l'Institut Hans Kelsen à Vienne et dans les archives Wiener Kreis  Círculo de Viena (Autriche).

## Pensée
L'esprit de Padilla Gálvez est étroitement lié à la tradition analytique caractérisée par l'étude du langage naturel et formel qui a pour but d'éclairer les problèmes philosophiques avec l'aide de l'analyse des termes et ainsi pouvoir éliminer les ambiguïtés qui apparaissent dans la réflexion rationnelle. Il a recherché des aspects fondamentaux dans l'environnement de la philosophie pratique, le langage formel et la philosophie de la science. La production philosophique de Jesús Padilla Gálvez  est étendue et se centre dans cinq champs de travail: la philosophie du langage, la logique, la philosophie et l'histoire de la science, les changements  sociaux dans les systèmes démocratiques et les langues de spécialité (LSP). Il a fait des recherches autour de l’œuvre philosophique de Gottfried Leibniz, Immanuel Kant, Edmund Husserl, Ludwig Wittgenstein, Willard van Orman Quine y Saul Kripke. Padilla Gálvez est reconnu comme une des autorités les plus importantes de la philosophie de Ludwig Wittgenstein dans le monde des hispanophones. Il est co-éditeur de la revue Wittgenstein Studien, il a publié et édité de nombreux travaux sur le thème. Padilla Gálvez a développé et agrandi l'analyse grammaticale. En utilisant les méthodes d'analyse, il a réfléchi sur une grande quantité de thèmes: l'histoire des mathématiques et la logique, la connaissance, le langage, l’esthétique, la politique, ainsi que la philosophie pratique. Il a mis en avant l'étude de la métathéorie et la métalogique en analysant les contributions de Kurt Gödel. Il a aidé dans tous ces domaines et réfléchi sur des problèmes actuels pratiques par exemple le terrorisme et la démocratie. Padilla Gálvez a maintenu une production philosophique constante. Il est le directeur de la revue internationale  "Dókos. Revista Filosófica - Philosophical Review" et éditeur de la Série Internationale  "Aporia / Aπορία" dans la maison d'Edition internacionale "De Gruyter".

## Principales publications
(mai 2020).

### Monographies
- (de) Referenz und Theorie der möglichen Welten, Frankfurt a. M., Peter Lang Verlag,  (ISBN 3-631-40780-7)
- (es) Tratado metateórico de las teorías científicas, Cuenca, Ediciones de la Universidad de Castilla-La Mancha,  (ISBN 978-8484270782)
- (de) Sozioökonomische Einführung in die Interkulturalität, München, Oldenbourg,  (ISBN 978-3486578690)
- (es) Verdad y demostración, Madrid, Plaza y Valdés,  (ISBN 978-8496780194)
- (es) Wittgenstein I. Lecturas tractarianas, Madrid, Plaza y Valdés,  (ISBN 9788496780187)
- (es) Yo, máscara y reflexión. estudios sobre la autorreferencia de la subjetividad, Madrid, Plaza y Valdés,  (ISBN 978-8415271512)
- (es) Hacia la representación perspicua. Wittgenstein 2, Valence, Tirant Humanidades,  (ISBN 978-8416062287)
- (es) Parménides, Sobre la naturaleza, El desarrollo de una gramática metafísica, Madrid, Ápeiron Ediciones,  (ISBN 978-8494470905)
- (es) Verdad. Controversias abiertas, Valencia, Tirant Humanidades,  (ISBN 978-8417069582)
- (es) Estado de cosas. Reconstrucción de la polémica sobre el Sachverhalt, Valence, Tirant Humanidades,  (ISBN 978-8417508197)
- (es) El mentiroso. Genealogía de una paradoja sobre verdad y autorreferencia, Valencia, Tirant Humanidades,  (ISBN 978-8418656187)
- (en) State of Affairs. Reconstructing the Controversy over Sachverhalt, München, Philosophia Verlag,  (ISBN 9783884051313)
- (en) Dynamics of Rational Negotiation: Game Theory, Language Games and Forms of Life, Cham, Springer, 2024,  (ISBN 9783031490507)

### Éditions
- (es) El Círculo de Viena, reconsiderado, Arbor, 1996, Nr. 612, vol. CLV, 7-147.  (ISSN 0210-1963)
- (es) Wittgenstein y el Círculo de Viena / Wittgenstein und der Wiener Kreis, Cuenca, Ediciones de la UCLM, février 1998.  (ISBN 84-89958-26-2)
- (en)Wittgenstein, from a New Point of View, Frankfurt a. M., Peter Lang, septembre 2003.  (ISBN 3-631-50623-6)
- (es) El laberinto del lenguaje: Wittgenstein y la filosofía analítica / The Labyrinth of Language: Ludwig Wittgenstein and the Analytic Philosophy, Cuenca, Ediciones de la Universidad de Castilla-La Mancha, février 2007.  (ISBN 978-84-8425-510-9)
- (de) Idealismus und Sprachanalytische Philosophie, Frankfurt a. M., Peter Lang Verlag, septembre 2007. (ISBN 978-3-631-56075-4)
- (en) Phenomenology as Grammar, Frankfurt a. M., Ontos Verlag, juin 2008.  (ISBN 978-3-938793-91-6)
- (es) Igualdad en el derecho y la moral, Plaza y Valdés, Madrid, septembre 2009.  (ISBN 978-84-92751-25-9)
- (en)Philosophical Anthropology. Wittgenstein’s Perspective, Frankfurt a. M., Ontos Verlag, juin 2010.  (ISBN 9783868380682)
- (en) Wittgenstein: Issues and Debates, Frankfurt a. M., Ontos Verlag, avril 2010.  (ISBN 978-3-86838-083-5)
- (es) Antropología filosófica de Wittgenstein. Reflexionando con P.M.S. Hacker, Plaza y Valdés, Madrid, janvier 2011.  (ISBN 978-84-92751-95-2)
- (en) Forms of Life and Language Games, Frankfurt a. M., Ontos Verlag, septembre 2011.  (ISBN 978-3-86838-122-1)
- (br) Fenomenologia como Gramática, Brasília, Editora Universidade de Brasília, juin 2011.  (ISBN 978-85-230-1294-6)
- (en) Doubtful Certainties. Language-Games, Forms of Life, Relativism, Frankfurt a. M., Ontos Verlag, avril 2012.  (ISBN 978-3-86838-171-9)
- (es) Formas de vida y juegos de lenguaje, Madrid, Plaza y Valdés, septembre 2013.  (ISBN 9788415271758)
- (en) Action, Decision-Making and Forms of Life, Berlin, De Gruyter, janvier 2016.  (ISBN 9783110472882)
- (en) Intentionality and Action, Berlin, De Gruyter, avril 2017.  (ISBN 978-3-11-055909-5)
- (en) Human Understanding as Problem, Berlin, De Gruyter, juin 2018.  (ISBN 978-3-11-061120-5)
- (en) Ontological Commitment Revisited. Berlin, De Gruyter, avril 2021.  (ISBN 9783110749991)
- (en) The Many Faces of Language Games. Berlin, De Gruyter, octobre 2024.  (ISBN 9783111575353)

### Traductions
- (es) (de) Rudolf Carnap, Metalógica "Metalogik, Mathesis, XI, Nr. 2, janvier 1995, 113-136, 137-192.  (ISSN 0185-6200)
- (es) Kurt Gödel, Sobre consistencia y completitud en el sistema axiomático. Discusión sobre la ponencia del Sr. Gödel. Protocolo del 15 de enero de 1931, Mathesis, III, 21, janvier 2007, 193-196.  (ISSN 0185-6200)
- (de) (es) Ludwig Wittgenstein, Alle Erkenntnis ist mittelbar" Todo conocimiento es mediato, Trad. Jesús Padilla Gálvez, Dokos. Revista filosófica, 5-6, janvier 2010, 85-101.  (ISSN 1889-0202)
- (de) (es) Ludwig Wittgenstein, Nur die Erfahrung des gegewärtigen augenblickes hat Realität" Sólo la experiencia del momento actual es real", Dokos. Revista filosófica, Vols. 7-8, janvier 2011, 87-93.  (ISSN 1889-0202)
- (de) (es) Ludwig Wittgenstein, Hat es Sinn zu sagen „zwei Menschen hätten denselben Körper?" "¿Tiene sentido decir que dos personas tienen el mismo cuerpo?', Dokos. Revista filosófica, Vols. 7-8, janvier 2011, 95-100.  (ISSN 1889-0202)
- (de) (es) Ludwig Wittgenstein, Die normale Ausdrucksweise Ich habe Zahnschmerzen El modo usual de la expresión tengo dolor de muelas, Dokos. Revista filosófica, Vols. 9-10, janvier 2012, 79-105.  (ISSN 1889-0202)
- (de) (es) Ludwig Wittgenstein, Hat jede gerade Zahl die Goldbachsche Eigenschaft? "¿Tiene todo número par la propiedad de Goldbach?", Dokos. Revista filosófica, 11-12, janvier 2013, 122-123.  (ISSN 1889-0202)
- (es) Ludwig Wittgenstein, Escrito a máquina [The big typescript] [TS 213], Madrid, Editorial Trotta, janvier 2014.  (ISBN 978-84-9879-559-2)
- (es) Ludwig Wittgenstein, Tratado lógico-filosófico"Logisch-philosophische Abhandlung, Valencia, Tirant Humanidades, septembre 2016.  (ISBN 9788417508586)
- (es) Ludwig Wittgenstein, Investigaciones Filosóficas, Madrid, Editorial Trotta, janvier 2017.  (ISBN 978-84-1364-020-4)
- (es) (de) Ludwig Wittgenstein, Dictado para Schlick Diktat für Schlick. Madrid, Ápeiron Ediciones, avril 2017.  (ISBN 978-84-17182-42-7)
- (es) Ludwig Wittgenstein, Tratado lógico-filosófico Logisch-philosophische Abhandlung, Valencia, Tirant Humanidades, septembre 2019. (ISBN 9788417508586)
- (es) Ludwig Wittgenstein, Investigaciones Filosóficas, Madrid, Editorial Trotta, janvier 2021.  (ISBN 978-84-1364-020-4)
- (es) Ludwig Wittgenstein, Tractatus logico-philosophicus, Traducción, introducción y notas críticas de Jesús Padilla Gálvez. Tirant Humanidades, Valencia, mai 2025.  (ISBN 978-84-1183-894-8)